# Metroeconomica
Metroeconomica (Metroec) — спеціалізований міжнародний економічний журнал. Головні редактори видання: Х. Курц (Австрія) і Н. Сальвадори (Італія).
Публікації в журналі адресуються професійним економістам та студентам, зацікавлених у вивченні економічних процесів в реальному часі, методологічних, ролі соціальних інститутів, у використанні широкого спектра теоретичних підходів до реальної економіки.
Журнал заснований в 1948 р. Періодичність виходу: 4 номери на рік.